# Blackheart Man
Blackheart Man är ett musikalbum av Bunny Wailer som lanserades 1976. Det var hans debutalbum som soloartist och musiken är ett typexempel på roots reggae. På Jamaica släpptes skivan på Solominic Records, och internationellt på Island Records. På några av låtarna medverkar Wailers gamla kollegor Peter Tosh och Bob Marley. Även Carly Barrett (trummor) och Aston "Family Man" Barrett (bas) från The Wailers spelar på skivan. 

## Låtlista
1. "Blackheart Man" – 6:17
2. "Fighting Against Conviction" – 5:11
3. "The Oppressed Song" – 3:22
4. "Fig Tree" – 3:07
5. "Dream Land" – 2:47
6. "Rasta Man" – 3:51
7. "Reincarnated Souls" – 3:43
8. "Amagideon (Armagedon)" – 6:46
9. "Bide Up" – 2:33
10. "This Train" – 8:28